# Congregação dos Irmãos Cristãos
A Congregação dos Irmãos Cristãos (em latim: Congregatio Fratrum Christianorum; abreviado CFC) é uma comunidade religiosa mundial dentro da Igreja Católica, fundada pelo Beato Edmund Rice.
Sua primeira escola foi inaugurada em Waterford, Irlanda, em 1802. Na altura da sua fundação, embora muito aliviados das mais duras leis penais pelas Leis de Alívio do Parlamento, os católicos do Reino Unido enfrentaram muita discriminação em todo o recém-criado Reino Unido da Grã-Bretanha e Irlanda, enquanto se aguardava a emancipação católica total em 1829.
Esta congregação é às vezes chamada simplesmente de "Irmãos Cristãos", levando à confusão com os Irmãos De La Salle - também conhecidos como Irmãos Cristãos (às vezes pelas próprias organizações Lassalistas). Como tal, a congregação de Rice é às vezes chamada de Irmãos Cristãos Irlandeses ou Irmãos Cristãos de Edmund Rice.

## História

### Formação dos irmãos cristãos

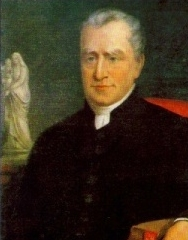
Edmund Rice

Na virada do século XIX, o comerciante de Waterford, Edmund Rice, considerou viajar para Roma para ingressar em um instituto religioso, possivelmente os Agostinianos. Em vez disso, com o apoio de Thomas Hussey, bispo de Waterford e Lismore, ele decidiu fundar uma comunidade religiosa dedicada ao ensino de jovens desfavorecidos.
A primeira escola, na New Street de Waterford, era um estábulo convertido e foi inaugurada em 1802, com uma segunda escola inaugurada na Stephen Street logo depois para atender ao aumento de matrículas. Dois homens de sua cidade natal, Callan, Thomas Grosvenor e Patrick Finn, logo chegaram para ajudar Rice em suas escolas improvisadas, com a intenção de viverem a vida de irmãos leigos. No mesmo ano, Rice utilizou os lucros da venda do seu negócio de abastecimento para começar a construir uma casa comunitária e uma escola num terreno cedido pela diocese. O bispo Hussey inaugurou o novo complexo, batizado de “Monte Sion” em 7 de junho de 1803, e os alunos foram transferidos para o novo prédio escolar no ano seguinte. A reputação da escola se espalhou e ao longo dos anos seguintes vários homens procuraram se tornar “Michaels”.
Em 15 de agosto de 1808, sete homens, incluindo Edmund Rice, fizeram promessas religiosas sob o bispo John Power de Waterford. Seguindo o exemplo das Irmãs de Apresentação de Nano Nagle, elas foram chamadas de "Irmãos de Apresentação". Esta foi uma das primeiras congregações de homens a ser fundada na Irlanda e uma das poucas fundadas na Igreja por um leigo.
Logo foram abertas casas em Carrick-on-Suir, Dungarvan, e em 1811, em Cork. Em 1812, o Arcebispo de Dublin estabeleceu uma comunidade na capital do país e em 1907 havia dez comunidades em Dublin, com mais de 6.000 alunos. As escolas incluíam escolas primárias, secundárias e técnicas, além de orfanatos e uma escola para surdos. Uma comunidade foi fundada em Limerick em 1816, seguida por estabelecimentos em várias das principais cidades da Irlanda.
A Santa Sé estabeleceu formalmente a congregação em 1820. Este também foi um acontecimento incomum, uma vez que os Irmãos Cristãos foram a primeira congregação irlandesa de homens aprovada por uma carta de Roma.
Alguns irmãos em Cork optaram por permanecer sob a regra original da Apresentação e continuaram a ser conhecidos como Irmãos da Apresentação, uma congregação separada, mas também reconhecendo Edmund Rice como seu Fundador.

### Expansão
A congregação dos Irmãos Cristãos Irlandeses espalhou-se por Liverpool e outras partes da Inglaterra. Esses novos empreendimentos nem sempre tiveram sucesso imediato. Dois irmãos foram enviados a Gibraltar para estabelecer um instituto em 1835. No entanto, apesar dos sucessos iniciais, partiram em agosto de 1837 devido a desentendimentos com os padres locais. Em 1878, os Irmãos regressaram à então colónia da Coroa, Gibraltar. A escola finalmente floresceu fornecendo educação para o século XX. O "Line Wall College" destacou-se em 1930 pela educação que oferecia a crianças "abastadas".
Da mesma forma, uma missão a Sydney, Austrália, em 1842, falhou em poucos anos. O irmão Ambrose Treacy estabeleceu presença em Melbourne, Austrália, em 1868, em 1875, em Brisbane, Austrália e, em 1876, uma escola foi iniciada em Dunedin, Nova Zelândia. Em 1875, uma escola foi inaugurada em St. John's, Newfoundland. Em 1886, o Papa solicitou que considerassem estabelecer-se na Índia, e ali foi estabelecida uma província da congregação.
Christian Brothers' College Kimberley (“CBC”), o primeiro Christian Brothers' College (Escola) na África do Sul, foi fundado pelos Irmãos Cristãos da Irlanda, Reino Unido, em 8 de setembro de 1897. Está situado em Kimberley, Cabo Setentrional, África do Sul. O fundador foi E.I.Rice. É uma escola secundária católica.
Em 1900, surgiu o convite para estabelecer casas em Roma, e em 1906 foram estabelecidas escolas na cidade de Nova Iorque. Em 1940, o Iona College foi fundado em Nova York, como uma faculdade de ensino superior, facilitando que os graduados do ensino médio mais pobres avançassem para o ensino universitário.
O Noviciado Júnior de São José, Baldoyle, foi para onde os irmãos estagiários foram para concluir seus estudos de segundo nível, normalmente seguindo para Santa Maria em Marino para se formar como professores. Hoje existe uma casa de repouso lá e há mais de 1.000 irmãos enterrados no cemitério de St. Patrick's, Baldoyle.
Em 1925, os irmãos compraram St. Helen's, Booterstown, que se tornou sua sede administrativa e noviciado. Por volta de 1968, os terrenos a Sul foram utilizados para construir duas novas escolas Coláiste Eoin e Coláiste Íosagáin. Santa Helena foi vendida em 1988.
Em 1955, foi fundado o Colégio Stella Maris no Uruguai. Em 1972, a equipe de ex-alunos de rugby estava viajando no vôo 571 da Força Aérea Uruguaia quando caiu nos Andes, deixando os sobreviventes presos em condições congelantes, com pouca comida e sem calor por 72 dias; 16 das 45 pessoas na aeronave sobreviveram.
Na década de 1950, devido ao número de irmãos na Irlanda, foi dividido em duas seções divididas em Norte e Sul por uma linha de Dublin a Galway.
Em 1967, os Irmãos Cristãos contavam com cerca de 5.000 membros, ensinando em cerca de 600 escolas.
O centro de formação de professores dos Irmãos Cristãos em St. Mary's/Colaiste Mhuire tornou-se o Instituto Marino de Educação, que forma professores leigos desde 1972 e oferece diplomas validados pela Universidade de Dublin desde 1974. Em 2012, o Trinity College Dublin tornou-se co-curador dos Irmãos do instituto.
As escolas dos Irmãos incluem escolas primárias, secundárias e técnicas, orfanatos e escolas para surdos. Várias destas escolas técnicas ensinavam originalmente às crianças pobres profissões, como carpintaria e construção, após as quais podiam progredir para obter aprendizagem e emprego. À medida que o sistema escolar nacional e as escolas profissionais se desenvolveram na República da Irlanda, os Irmãos Cristãos Irlandeses tornaram-se mais concentrados no ensino secundário.

### Contração
Em 2018, havia 872 Irmãos Cristãos e 172 casas.
Em 2008, foi relatado que não mais de dez Irmãos Cristãos ensinavam em escolas irlandesas, com a expectativa de que em breve não haveria nenhum. Isto contrasta com meados da década de 1960, quando mais de 1.000 Irmãos trabalhavam nas escolas, não havendo escassez de novos recrutas.

## Estrutura organizacional dos Irmãos Cristãos

Brasão tradicional dos Irmãos Cristãos, incorporando o lema latino Facere et docere ("Fazer e Ensinar"). Muitas escolas administradas pelos Irmãos apresentam a cruz no logotipo da escola.

Geograficamente, os Irmãos Cristãos estão divididos em várias províncias que abrangem todos os continentes habitados. Os irmãos de cada província trabalham sob a direção de uma Equipe de Liderança Provincial. Por sua vez, toda a Congregação opera sob a liderança de uma Equipe de Liderança da Congregação baseada em Roma (e liderada pelo Líder da Congregação). Estas equipas provinciais e congregacionais são eleitas semestralmente nos capítulos da Congregação.
A reestruturação ocorreu na congregação para dar conta das novas necessidades, em particular o número decrescente de irmãos no mundo desenvolvido. As três províncias da América do Norte (Canadá, América Oriental e Província da América Ocidental) foram reestruturadas na Edmund Rice Christian Brothers North America em 1 de julho de 2005. As províncias que cobrem a Irlanda, Grã-Bretanha e a Equipe de Liderança Congregacional em Roma foram combinadas em uma única província europeia em 5 de maio de 2007, enquanto as cinco províncias que cobrem Austrália, Nova Zelândia e Papua Nova Guiné foram combinadas em uma província da Oceania em 1 de outubro, 2007, a Província Inglesa é uma instituição de caridade registrada. A sede em Dublin fica no Marino Institute of Education, Claremont, Griffith Avenue, Dublin 9, Irlanda.
Uma comunidade especial dentro desta nova província europeia ficará baseada em Genebra, na Suíça, trabalhando para estabelecer uma ONG conhecida como Edmund Rice International. O objetivo de tal organização é obter o que é conhecido como “estatuto consultivo geral” junto das Nações Unidas. “Esta posição permite aos grupos a oportunidade de desafiar a injustiça sistémica e de se envolverem no trabalho de defesa de direitos junto dos decisores políticos em nome das pessoas que ficaram pobres.” Além de incluir Irmãos Cristãos de províncias de todo o mundo, os membros dos Irmãos de Apresentação também estarão presentes nesta comunidade.
Edmund Rice Development é uma organização não governamental religiosa com status de instituição de caridade na Irlanda. Com sede em Dublin, a Edmund Rice Development foi criada em 2009, para formalizar os esforços de angariação de fundos dos projetos do mundo em desenvolvimento para os Irmãos Cristãos a nível mundial e recebeu o seu estatuto de instituição de caridade em 2009. O financiamento arrecadado pela instituição de caridade é direcionado principalmente para nove países da África, onde os Irmãos Cristãos trabalham em missões de desenvolvimento: Gana, Quênia, Libéria, Serra Leoa, África do Sul, Sudão, Tanzânia, Zâmbia e Zimbábue. No Quénia, apoiam o Centro Ruben. Fundos adicionais também são angariados para trabalhos semelhantes na América do Sul (Argentina, Bolívia, Paraguai, Peru e Uruguai) e na Índia.

### Lista dos Superiores Gerais
A seguir está uma lista dos Superiores Gerais da Congregação dos Irmãos Cristãos. Nos últimos tempos, “Líder Congregacional” tem sido o título usado.
1. Edmund Ignatius Rice (1820 – 1838)
2. Michael Paul Riordan (1838 – 1862)
3. James Aloysius Hoare (1862 – 1880)
4. Richard Anthony Maxwell (1880 - 1900)[22]
5. Michael Titus Moylan (1900 - 1905)[23]
6. Calasanctius Whitty (1905 - 1920)
7. Jerome Hennessy (1920 - 1930)
8. Joseph Pius Noonan (1930 - 1950)
9. Edward Ferdinand Clancy (1950 - 1966)[24]
10. Arthur Austin Loftus (1966 - 1972)
11. Justin Linus Kelty (1972 – 1978)
12. Gerald Gabriel McHugh (1978 – 1990)
13. Jerome Colm Keating (1990 – 1997)
14. Edmund Michael Garvey (1997 – 2002)
15. Philip Pinto (2002 – 2014)
16. Hugh O'Neill (2014 – 2019)
17. Peter Clinch (2019 - presente)

## Nacionalismo irlandês

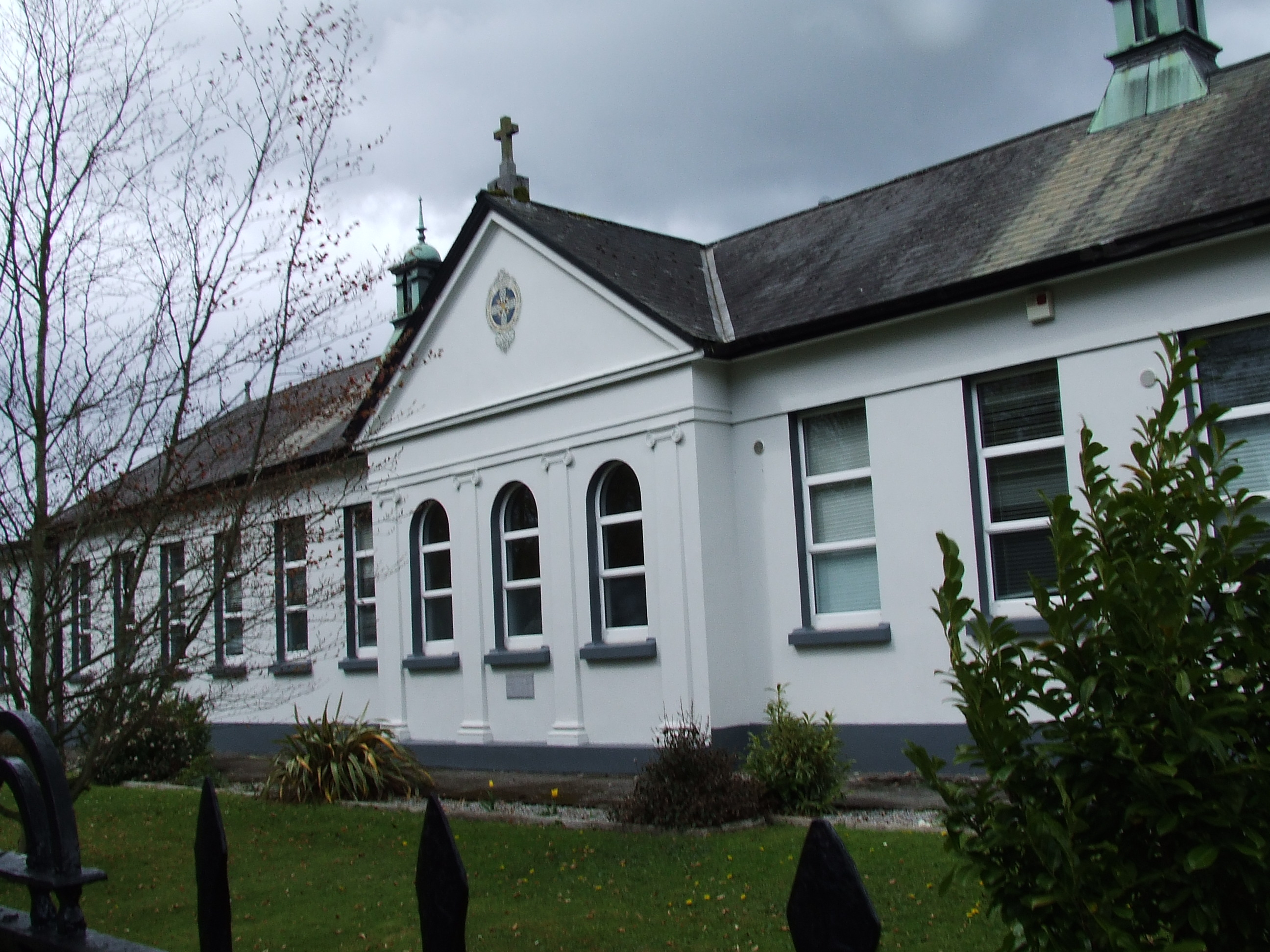
CBS, Templemore, Condado de Tipperary. Abril de 2010

Os Irmãos Cristãos Irlandeses estavam entre os mais fortes apoiantes do republicanismo irlandês, do renascimento da língua irlandesa, da Associação Atlética Gaélica e dos jogos gaélicos. Na maioria das escolas dos Irmãos Cristãos na Irlanda, o futebol gaélico, o hurling e o handebol eram incentivados e houve até exemplos de meninos sendo punidos por jogarem "jogos estrangeiros", como o futebol. Muitos clubes GAA foram fundados por Irmãos Cristãos, muitos deles desenvolvendo equipes escolares, com muitos clubes GAA usando os campos de jogos das escolas dos irmãos. Eles também administram e patrocinam a Rice Cup, criada em 1944 e batizada em homenagem ao fundador da ordem, para hurling pós-primário. Eles também patrocinam a Westcourt Cup e a Rice Shield. Muitos dos primeiros livros didáticos em irlandês foram produzidos pelos irmãos cristãos para suas escolas. Conor Cruise O'Brien os chamou de "os portadores mais incansáveis e explícitos" da ideia de nação católica.